# Berry Powel
Berry Powell (Utrecht, 2 de maig de 1980) és un exfutbolista neerlandès que jugava en la posició de davanter centre. Actualment fa d'scout pel De Graafschap.

## Palmarès
Den Bosch
- Eerste Divisie: 2003–04[2][3]